# Долгелай
Долгелай (/dɔl'gɛɬaɪ/) - місто в Уельсі, Велика Британія, у графстві Гвінедд, розташоване при злитті річок Мовдах і Вніон.

## Історія
Долгелай розташований біля підніжжя гори Кадер Ідріс на південній околиці заснованого у 1951 році, Національного парку Сноудонія. Археологічні знахідки, серед яких монети, свідчать про те, що римляни тут проживали і займалися видобутком золота. У 1404 році Оуайн Гліндор провів тут останній валлійський парламент. Будівля зборів була знесена, а в 1885 році відновлена в парку міста Ньютаун.
У XVII столітті цей регіон став центром руху квакерів, який був заснований тут у 1657 році. Фермер Роуленд Елліс, відомий квакер, емігрував у 1686 році до Пенсильванії разом з іншими. Місто Брин-Мавр у Пенсильванії отримало назву від його ферми в Уельсі.
Місто виникло у XII столітті. В’їжджаючи сюди, люди зазвичай перетинають семипрядковий міст «Y Bont Fawr» (Великий міст) через річку Вніон. Він був побудований у 1638 році, розширений для залізничної лінії (1868–1964) і відновлений у 1903 році після повені. Міський вигляд Долгелая визначають місцевий граніт та сланець, а вузькі звивисті вулички поєднують площі міста. Готична церква Святої Марії зведена в 1716 році на фундаменті попередньої споруди XII століття.
У 1948 році з нагоди проведення Національного літературно-музичного фестивалю «Ейстеддвод» було встановлено кам'яне коло. Сам фестиваль відбувся наступного року.
Наприкінці XIX століття Долгелай був адміністративним центром округу Мейріоннідд.

## Економіка
Як регіональний центр вівчарства, розвиток міста тісно пов’язаний з обробкою вовни. Ця галузь досягла свого розквіту близько 1800 року, але втратила значення з впровадженням механічних ткацьких верстатів. В період розквіту вовну транспортували близько 10 миль по річках Вніон і Мовдах до порту Бармаут. На сьогодні щорічні змагання «Wool Race» нагадують про колишнє значення вовняної промисловості.
Іншою важливою галуззю з 1800 року була поліграфія. Перший друкарський верстат у місті було встановлено у 1798 році.
У середині XIX століття повідомлялось про великі знахідки золота в околицях. Понад два десятки золоторудних шахт почали роботу; близько 1900 року в них працювало понад 500 осіб. Однак золотий бум тривав недовго, і в 1920-х більшість шахт занепали, остання закрилась у 1935 році після пожежі. У 1984 році гірничий об’єкт тимчасово відновив видобуток.

## Туризм

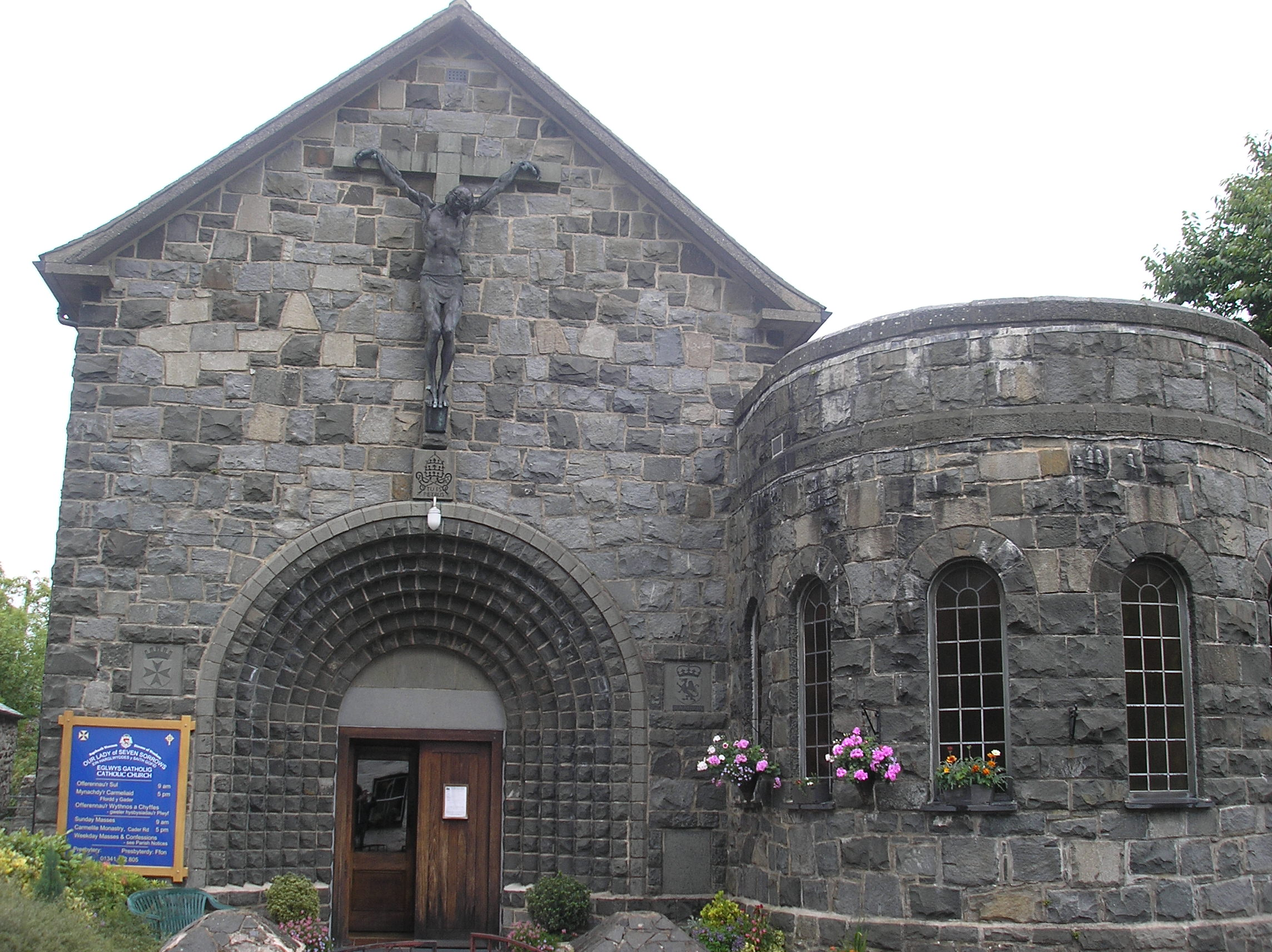
Вівтар Христа у церкві «Our Lady of Seven Sorrows», Долгелай, Уельс, роботи художника Джанніно Кастільйоні 1966 рік

Околиці Долгелая мальовничі й туристично привабливі. Особливо вражає гірський масив Кадер Ідріс на південь від міста з п’ятьма вершинами; найвища – Пен-і-Гадаір (892 м). Ідріс — легендарний валлійський герой, в історіях про якого фігурує магічний стілець (cadair): той, хто на ньому спить, прокидається або бардом, або божевільним.
Поблизу міста у річку Вніон впадає гірський струмок Кліведог, мальовничою стежкою «Torrent Walk» можна пройтися уздовж водоспадів і порогів.
Недалеко від Долгелая знаходяться руїни абатства Саймер, цистерціанського монастиря, заснованого 1199 року князями Гвінедда Ґруфідом ап Кінаном та Маредуддом ап Кінаном. Збережені залишки: арка церкви XIII століття, частина вікна, південна стіна з піскіною, рештки клуатру і трапезної.

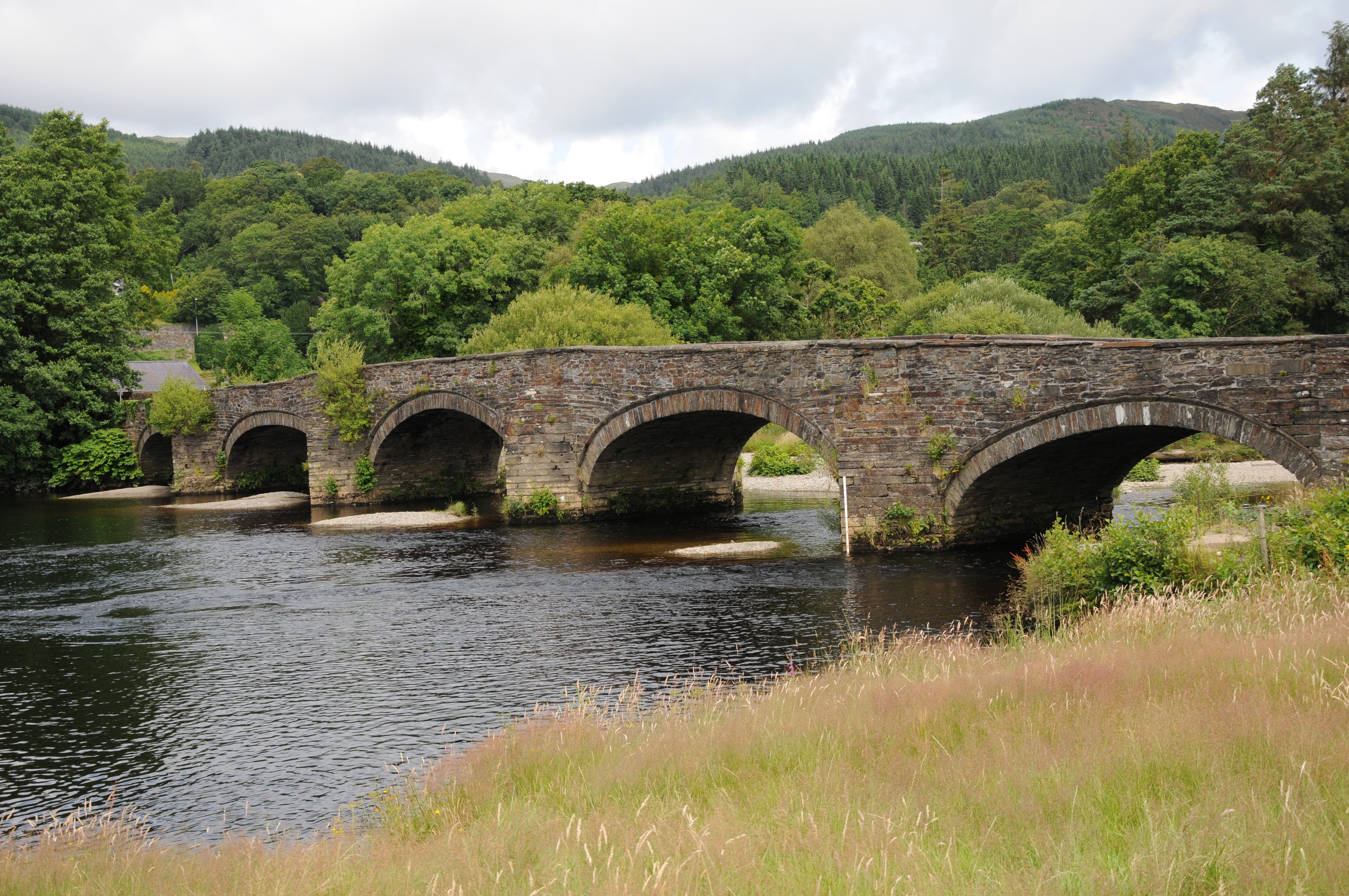
Старий міст через річку Вніон
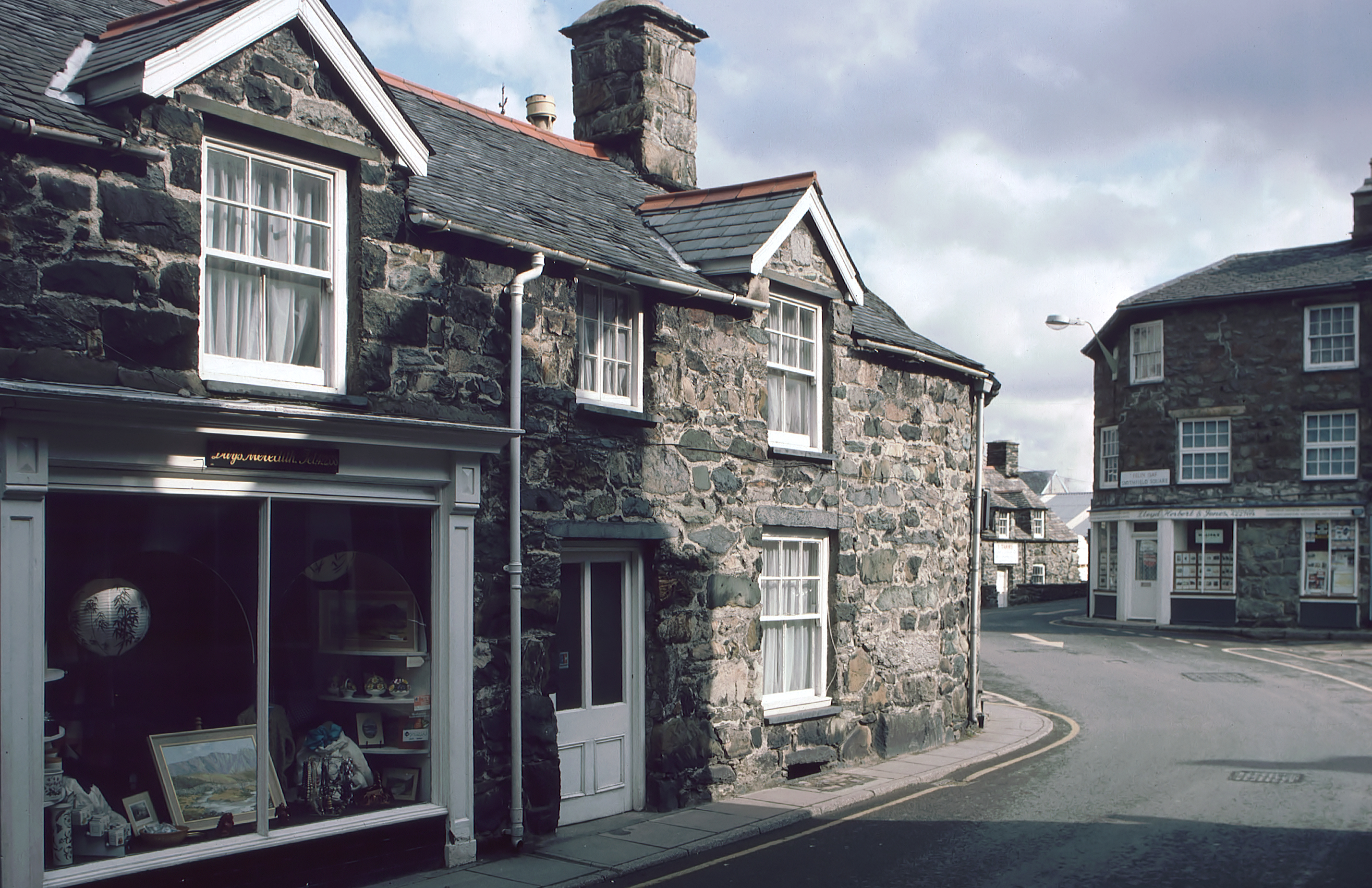
Граніт і сланець визначають вигляд міста
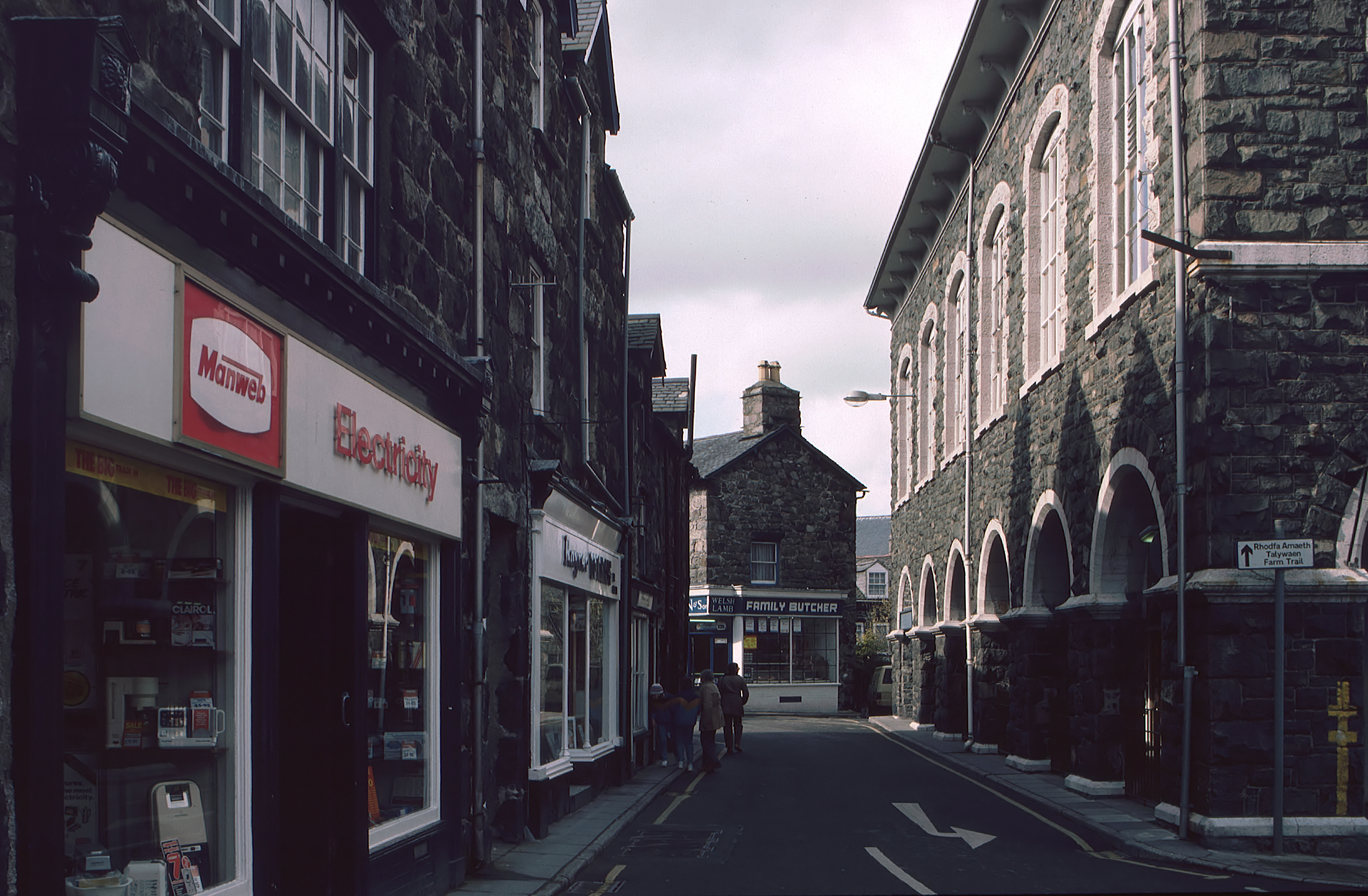
Вулиця на площі Елдон, праворуч колишній ринок
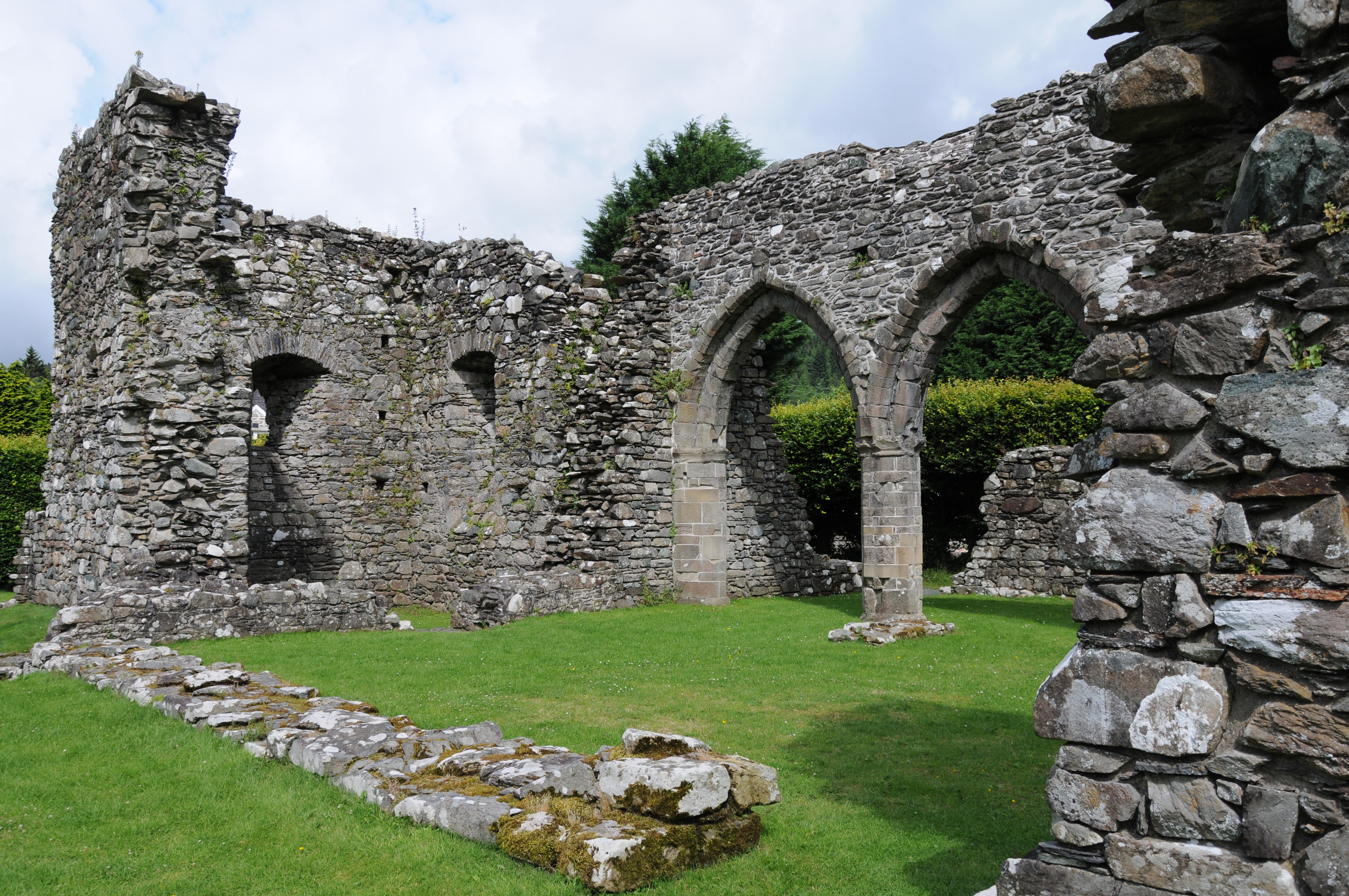
Абатство Саймер
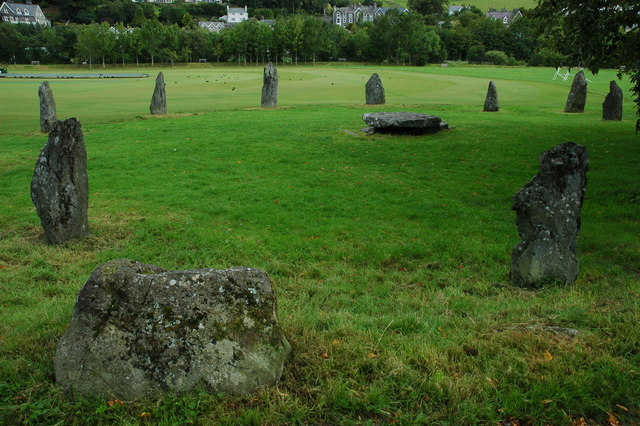
Кам'яне коло Долгелая

## Відомі особистості
- Генрі Оуен (1716–1795) теолог.